# 美目小體石脂鯉
美目小體石脂鯉，為輻鰭魚綱脂鯉目脂鯉亞目脂鯉科的其中一個種。分布於南美洲黑河及奧里諾科河流域，體長可達3公分，棲息在底中層水域，生活習性不明。